# 宮本理江子
宮本 理江子（みやもと りえこ、旧姓・石坂）は、日本のテレビドラマ演出家、映画監督。
元フジテレビ編成制作局ドラマ制作センターゼネラルプロデューサー。

## 来歴
父は脚本家の山田太一。1986年に国際基督教大学を卒業後、フジテレビに入社し、一貫してドラマ制作に携わっている。1991年のヒットドラマ、『101回目のプロポーズ』第6話で、武田鉄矢演じる主人公がトラックの前に飛び込んで「僕は死にません!」と叫んだシーンを演出した監督としても知られる。
2006年、フジテレビが制作した映画『チェケラッチョ!!』で監督を務めた。
2008年の連続ドラマ『風のガーデン』では、全11話を一人で演出した。通常2、3名のディレクターが分担するテレビドラマの世界では異例である。同作品の演出により、第63回（平成20年度）文化庁芸術祭放送個人賞を受賞。2008年度の放送ウーマン賞も受賞する。
編成制作局ドラマ制作センター演出担当部長を経て、2012年6月28日付で現職。
2013年、『最後から二番目の恋』の演出により芸術選奨新人賞を受賞。「人と人との間にある空気の微（かす）かな揺らぎを映像化できる特性を熟知し、人間関係の危うさを見事に表現する演出家」と評される。父山田太一も1974年に『それぞれの秋』で同賞を受賞しており、親子二代での受賞者となった。
2022年、50歳以上を対象とした早期退職制度に応募していたことが分かった。

## 主な演出・監督作品

### テレビドラマ
- GIRL-LONG-SKIRT〜嫌いになってもいいですか〜（1987年）
- ワイルドで行こう! BORN TO BE WILD（1988年）
- すてきな片想い（1990年）
- 101回目のプロポーズ（1991年）
- 逢いたい時にあなたはいない…（1991年）
- 素顔のままで（1992年）
- 海が見たいと君が言って（1994年）
- 夏子の酒（1994年）
- For You（1995年）
- 正義は勝つ（1995年）
- まだ恋は始まらない（1995年）
- Age,35 恋しくて（1996年）
- ナニワ金融道 2（1996年）
- こんな私に誰がした （1996年）
- 3番テーブルの客（1996年）
- ザッツお台場エンターテイメント! 第3夜・ドラマの38年（1997年）
- ビーチボーイズ（1997年）
- きらきらひかる（1998年）
- タブロイド（1998年）
- アフリカの夜（1999年）
- 彼女たちの時代（1999年）
- 東京物語（2002年）
- P&Gパンテーンドラマスペシャル 笑顔セラピー（2003年、プロデュース兼任）
- ファイアーボーイズ・め組の大吾（2004年）
- 優しい時間（2005年）
- しゃばけ（2007年）
- 拝啓、父上様（2007年）
- 風のガーデン（2008年）
- 流れ星（2010年）
- それでも、生きてゆく（2011年）
- 最後から二番目の恋（2012年）
- 東野圭吾ミステリーズ「二十年目の約束」（2012年）
- 最高の離婚（2013年）
- 続・最後から二番目の恋（2014年）
- 心がポキッとね（2015年）
- それを愛とまちがえるから（2019年、WOWOW）
- 白い濁流 (2021年)

### 映画
- チェケラッチョ!!（2006年）

## 主なプロデュース作品

### テレビドラマ
- OUT〜妻たちの犯罪〜（1999年）
- ショムニ FINAL（2002年）
- ショムニ FOREVER（2002年）

## 受賞歴
- 1995年
  - 第7回ザテレビジョンドラマアカデミー賞 監督賞（鈴木雅之、中江功、臼井裕詞と共に）（『まだ恋は始まらない』）[4]
- 1996年
  - 第9回ザテレビジョンドラマアカデミー賞 監督賞（光野道夫と共に）（『Age,35 恋しくて』）[5]
  - 第11回ザテレビジョンドラマアカデミー賞 監督賞（鈴木雅之と共に）（『こんな私に誰がした』）[6]
- 1998年
  - 第16回ザテレビジョンドラマアカデミー賞 監督賞（河毛俊作､桜庭信一と共に）（『きらきらひかる』）[7]
- 1999年
  - 第22回ザテレビジョンドラマアカデミー賞 監督賞（武内英樹､澤田鎌作と共に）（『彼女たちの時代』）[8]
- 2007年
  - 第16回日本映画批評家大賞 特別女性監督賞（『チェケラッチョ!!』）[9]
- 2008年
  - 放送ウーマン賞2008（『最後から二番目の恋』）[10]
- 2009年
  - 東京ドラマアウォード2009 演出賞（『風のガーデン』）[11]
  - 第63回（平成20年度）文化庁芸術祭 放送個人賞（『風のガーデン』の演出）[12]
- 2011年
  - 第70回ザテレビジョンドラマアカデミー賞 監督賞（永山耕三､並木道子と共に）（『それでも、生きてゆく』）[13]
- 2012年
  - 第38回放送文化基金賞 番組部門（テレビドラマ番組）テレビドラマ番組賞（『最後から二番目の恋』）[14]
- 2013年
  - 芸術選奨新人賞受賞（『最後から二番目の恋』）[15]